# چندهر
چندهر (به انگلیسی: Chandhar) یک منطقهٔ مسکونی در پاکستان است که در پنجاب واقع شده‌است.